# Grande muraglia cinese (dinastia Ming)
Per Grande muraglia Ming (明長城T, Ming changchengP), s'intendono le parti oggi più visibili della Grande muraglia cinese, costruite dalla dinastia Ming (1368–1644). Un'indagine archeologica completa, utilizzando tecnologie avanzate, ha concluso che le mura Ming misurano 8 850 km (5 500 mi) dal passo Jiayu a ovest fino al mare nel passo Shanhai, per poi fare un anello per terminare in Manciuria presso la Grande Muraglia di Hushan. Questo è composto da 6 259 km (3 889 mi) tratti di muro vero e proprio, 359 km (223 mi) di trincee e 2 232 km (1 387 mi) di barriere difensive naturali quali colline e fiumi.
Mentre le mura Ming sono oggi generalmente indicate come "Grande Muraglia" (changcheng), in epoca Ming erano chiamate "Barriere di confine" (邊牆T, bianqiangP) dai cinesi, poiché il termine changcheng, associato alla Grande Muraglia Qin, evocava immagini nefaste legate alla tirannia del Primo Imperatore Qin Shi Huang (260–210 a.C.)

## Storia

### La Grande muraglia al principio dell'era Ming
Nel 1368, Zhu Yuanzhang, un condottiero cinese di umili origini distintosi durante la Rivolta dei Turbanti Rossi, spodestò la dinastia Yuan, creata dagli eredi di Gengis Khan, e prese per sé il trono come imperatore Hongwu (r. 1368–1398), fondando la dinastia Ming. I mongoli tornarono in Mongolia, avviando una linea dinastica secondaria nota come "Yuan settentrionali" che, al netto di numerose campagne, impedì ai Ming di espandere i confini cinesi a nord e ad ovest.

Nei primi anni del suo regno, Hongwu immaginava una politica di confine in cui eserciti mobili lungo la frontiera settentrionale proteggevano la sicurezza della Cina. A tal fine istituì le "Otto guarnigioni esterne" in prossimità della steppa e una linea interna di fortezze più adatte alla difesa. La linea interna fu il precursore della Grande muraglia Ming. Nel 1373, quando le forze Ming incontrarono battute d'arresto, Hongwu diede maggiore enfasi alla difesa e adottò il suggerimento di Hua Yunlong (華雲龍) di stabilire guarnigioni a 130 passi e altri punti strategici nell'area di Pechino. Altre posizioni furono istituite negli anni fino alla morte di Hongwu nel 1398 e furono presidiate torri di guardia dal Mare di Bohai a Pechino e più avanti nelle steppe mongole. Queste posizioni, tuttavia, non erano per una difesa lineare ma piuttosto regionale in cui le mura non erano molto caratterizzate e le tattiche offensive rimasero la politica generale dell'epoca.

L'imperatore Yongle della Dinastia Ming, dipinto ufficiale (National Palace Museum di Pechino). Yongle perseguì un'aggressiva politica esterna nei confronti dei mongoli, portando la guerra nel loro territorio in numerose campagne.

Il figlio di Hongwu, Yongle (r. 1402–24), continuò la politica paterna di attiva campagna contro i mongoli e nel 1421 trasferì la capitale Ming da Nanchino a sud a Pechino a nord, in parte per gestire meglio la situazione mongola. La costruzione di mura in pietra e terra iniziò sotto il suo regno in passaggi strategici, quando furono istituite anche torri di segnalazione e sistemi di fossati. Il regno di Yongle vide anche il riassetto delle frontiere della dinastia che portò all'abolizione di tutte le otto guarnigioni esterne tranne una per tagliare le spese, sacrificando così un punto d'appoggio vitale nella zona di transizione della steppa. Morto Yongle nel 1424, i Ming abbandonarono l'ultima guarnigione a Kaiping, l'ex capitale Yuan conosciuta anche come Xanadu, nel 1430. La rimozione di queste guarnigioni avrebbe avuto conseguenze a lungo termine, poiché la politica estera della dinastia si volgeva sempre più verso l'interno e la difesa venne preferita all'offesa, soprattutto dopo aver ben valutato il costo di mantenimento delle guarnigioni periferiche.
Intorno al 1442, un muro fu eretto dai Ming a Liaodong per proteggere i coloni Han da una possibile minaccia degli jurchen-mongoli Oriyanghan. Nel biennio 1467-68, l'espansione del muro fornì ulteriore protezione alla regione dagli attacchi degli Jurchen Jianzhou nel nord-est. Propaggine della futura linea principale della Grande Muraglia, questo "Muro di Liaodong" era di design semplice: per la maggior parte costruito versando fango tra file parallele di pali, con fossati scavati su entrambi i lati, sebbene in alcune parti fossero utilizzate pietre e piastrelle.
Nonostante il ritiro dalla steppa, l'esercito Ming rimase in una posizione di forza fino alla Battaglia della Fortezza di Tumu (1449) che causò il crollo del principale sistema di difesa Ming. Oltre la metà dell'esercito cinese impiegato nella campagna morì nel conflitto, mentre i mongoli catturarono persino l'imperatore Zhengtong. Questa catastrofe militare distrusse la potenza e lo slancio bellico della dinastia che aveva costretto sulla difensiva i mongoli dai tempi di Hongwu e d'allora in poi mise sé stessa in difensiva.
Subito dopo il disastro, la preoccupazione politica più urgente causata dalla cattura dell'imperatore fu risolta quando il ministro della Guerra ad interim Yu Qian, il ministro titolare era morto a Tumu, ne intronò il fratello, Jingtai (r. 1450-1459). Le tensioni militari con gli Oirati rimasero alte durante il suo regno, poiché la pace avrebbe causato un grande imbarazzo politico per la fazione di Jingtai e Yu Qian che l'aveva messo sul trono. Per mantenere una presenza militare compensando la perdita di soldati, fortificazioni, fossati e bastioni furono costruiti in passaggi chiave, tra cui il Passo Zijing (紫荊關), attraverso cui erano passati i mongoli durante la crisi di Tumu, il Passo Ningwu (寧武關) e il Passo Juyong. I lavori intrapresi in questo periodo segnarono un importante spostamento delle risorse imperiali cinesi verso la costruzione di sistemi difensivi.

### I lavori della dinastia alla Grande muraglia

#### Le mura dell'Ordos

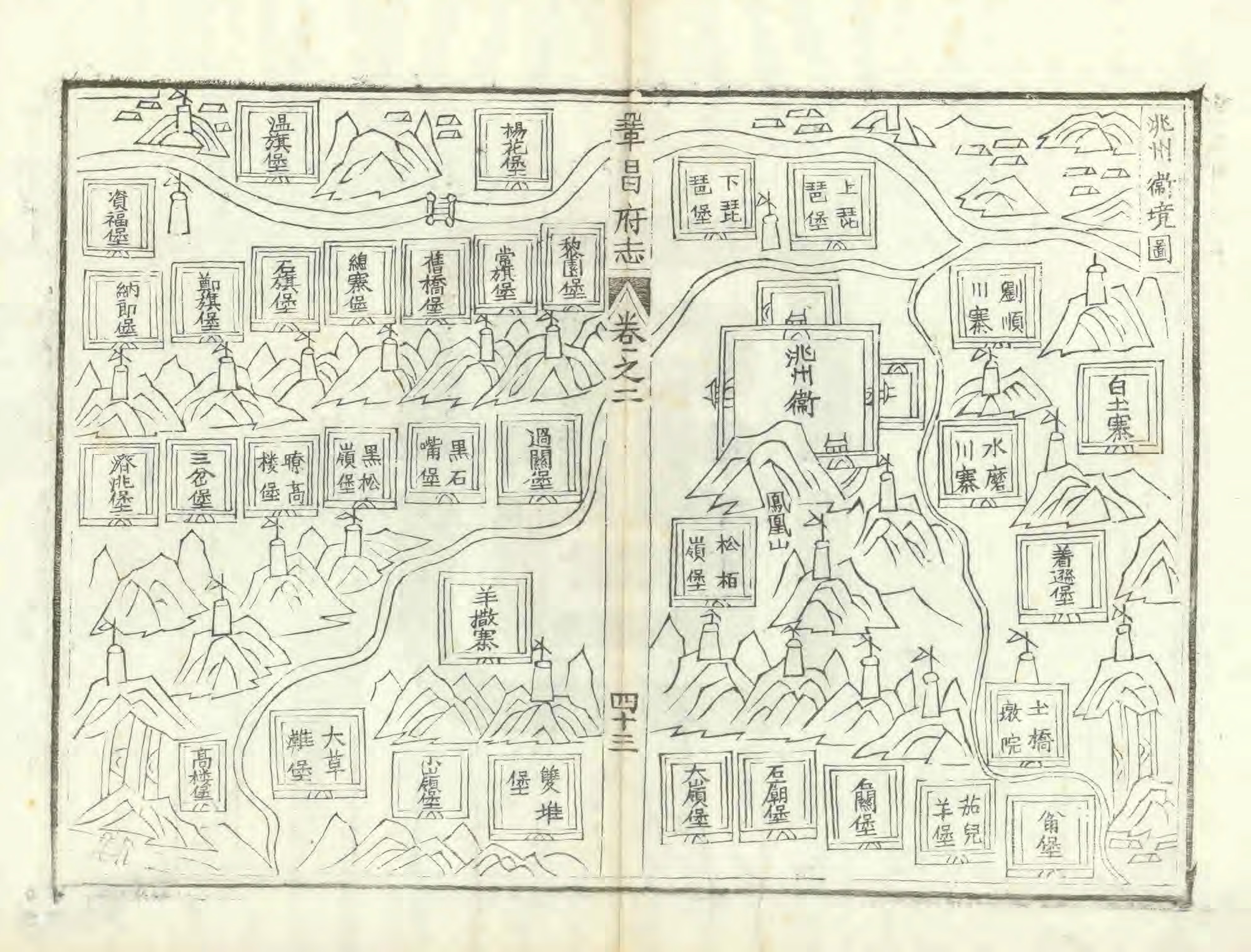
Mappa del 1688 delle fortezze della dinastia Ming intorno a Taozhou (l'odierna città di Xincheng, contea di Lintan).

Il deterioramento della posizione militare Ming nella zona di transizione della steppa diede impulso a incursioni nomadi nel territorio cinese, inclusa la cruciale regione dell'Ordos, a un livello senza precedenti dalle origini della dinastia. Per risolvere il problema, i Ming potevano passare all'offensiva e ristabilire le loro posizioni nella steppa o concedere le zone di transizione ai nomadi spostandosi su di una politica difensiva e accomodante. Tra la fine del XV e il XVI secolo, la scelta tra le due opzioni fu oggetto di acceso dibattito nella corte cinese e di dissensi che furono talvolta sfruttati dalle fazioni politiche per liberarsi dell'opposizione. La decisione di costruire le prime grandi mura Ming fu uno degli esiti di questi dibattiti come un compromesso accettabile.
Poiché le offensive contro i nomadi divennero sempre più insostenibile a causa della carenza di combattenti e rifornimenti militari, Yu Zijun (余子俊; 1429 – 1489) propose per la prima volta di costruire un muro nella regione di Ordos nell'agosto 1471, avverso l'allora tradizionale politica Ming di aggressione diretta ai barbari della steppa. Il ministro della Guerra, Bai Gui (白圭), aveva promosso un approccio offensivo da quando era entrato in carica nel 1467 e si oppose alla proposta di Yu temendone i costi. Il 20 dicembre 1472, informato di persone in fuga dalle province di frontiera causa le dure tasse militari imposte per finanziare campagne offensive, Yu concluse che il suo progetto non fosse costoso come la strategia offensiva e che il muro sarebbe stato una misura temporanea che avrebbe consentito ai Ming di ripristinare la loro forza militare ed economica. La corte e l'imperatore approvarono il piano e la vittoria nel 1473 nella battaglia del Lago Salato Rosso (紅鹽池) di Wang Yue (王越) dissuase le invasioni mongole abbastanza a lungo da consentire a Yu Zijun di completare il progetto nel 1474. L'opera, uno sforzo congiunto tra Yu Zijun e Wang Yue, s'estendeva dall'odierna Hengcheng (橫城) a Lingwu (provincia di Ningxia nord-occidentale) alla città di Huamachi (花馬池鎮) nella contea di Yanchi e da lì a Qingshuiying (清水營) nel nord-est dello Shaanxi, per un totale di oltre 2000 li, circa 1 100 chilometri (680 mi). Lungo il perimetro c'erano 800 roccaforti, posti di guardia, torri di segnalazione e difese assortite. 40.000 uomini furono arruolati per lo sforzo, completato in diversi mesi per un costo di oltre un milione di tael d'argento. Questo sistema di difesa dimostrò il suo valore nel 1482, quando un folto gruppo di predoni mongoli rimase intrappolato all'interno della doppia cinta muraria e subì una sonora sconfitta ad opera dei generali Ming. Ciò fu visto come una rivendicazione della strategia di Yu Zijun di costruire fortificazioni con la forza di lavoro limitanea. Verso la metà del XVI secolo, la Muraglia di Yu nell'Ordos aveva visto l'espansione d'un vasto sistema di difesa impostato su due linee difensive: il muro di Yu, chiamato il "Grande confine" (大邊S, dàbiānP), e il "Confine secondario" (二邊S, èrbiānP) costruito da Yang Yiqing (1454–1530) dietro di esso.
Forte del successo nell'Ordos, Yu Zijun propose la costruzione di un ulteriore muro dall'ansa del fiume Giallo nell'Ordos al passo di Sihaiye (四海冶口; attuale contea di Yanqing) vicino alla capitale Pechino, per una distanza di oltre 1300 li, circa 700 chilometri (430 mi). Il progetto fu approvato nel 1485 ma i nemici politici di Yu sfruttarono lo sforamento dei costi per costringerlo al pensionamento quello stesso anno. Per più di 50 anni dopo le dimissioni di Yu, la lotta politica impedì la costruzione di mura di scala paragonabile al suo "Progetto Ordos".
Tuttavia, la costruzione del muro continuò indipendentemente dai giochi di palazzo. Le mura dell'Ordos subirono ampliamenti, elaborazioni e riparazioni fino al XVI secolo.

#### Le mura di Xuanfu–Datong e il Tratto occidentale

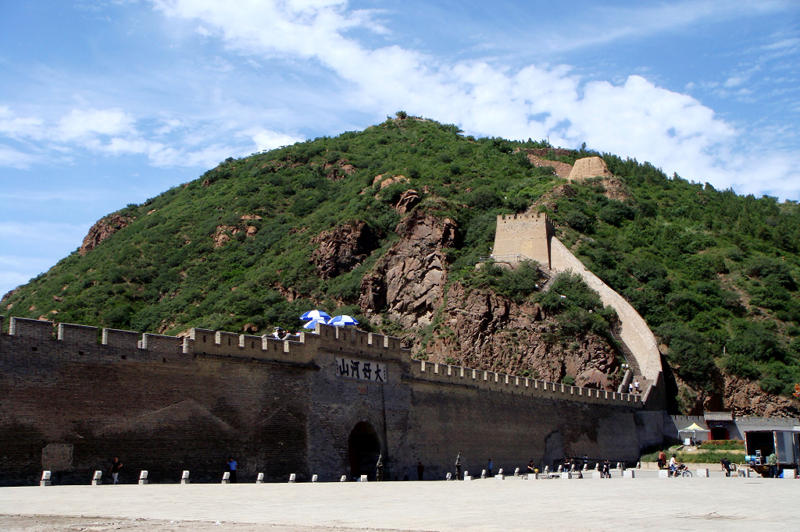
La Grande muraglia a Dajingmen, parte del tratto Xuanfu. La struttura del cancello è una costruzione della dinastia Qing, succeduta ai Ming.

Con l'Ordos ora adeguatamente fortificato, i mongoli evitarono le sue mura cavalcando verso est per invadere Datong e Xuanfu (宣府; attuale Xuanhua, provincia di Hebei), due grandi guarnigioni a guardia del corridoio verso Pechino dove non erano state costruite mura. Le due linee di difesa di Xuanfu e Datong lasciate dalla dinastia Qi settentrionale e dai primi Ming si erano ormai deteriorate e, a tutti gli effetti, la linea interna era la principale linea di difesa della capitale. A partire dagli anni 1520, furono avanzate proposte per rafforzare le difese di questa regione ma il piano fu interrotto dalla resistenza della popolazione locale alla prospettiva dei lavori. Solo negli anni 15410 i lavori procedettero sul serio.
Dal 1544 al 1549 si svolse un programma di costruzione difensiva su una scala senza precedenti nella storia cinese. Il progetto fu guidato da Weng Wanda (翁萬達; 1498 – 1552), il comandante supremo dell'area di difesa di Xuan–Da (宣大總督), responsabile delle aree di Xuanfu, Datong e Shanxi. Le truppe furono ridistribuite lungo la linea esterna, furono costruite nuove mura e torri di segnalazione e le fortificazioni furono restaurate ed estese lungo entrambe le linee. Armi da fuoco e artiglieria furono montate per la prima volta sulle mura e sulle torri in questo periodo, sia per scopi difensivi sia di segnalazione.

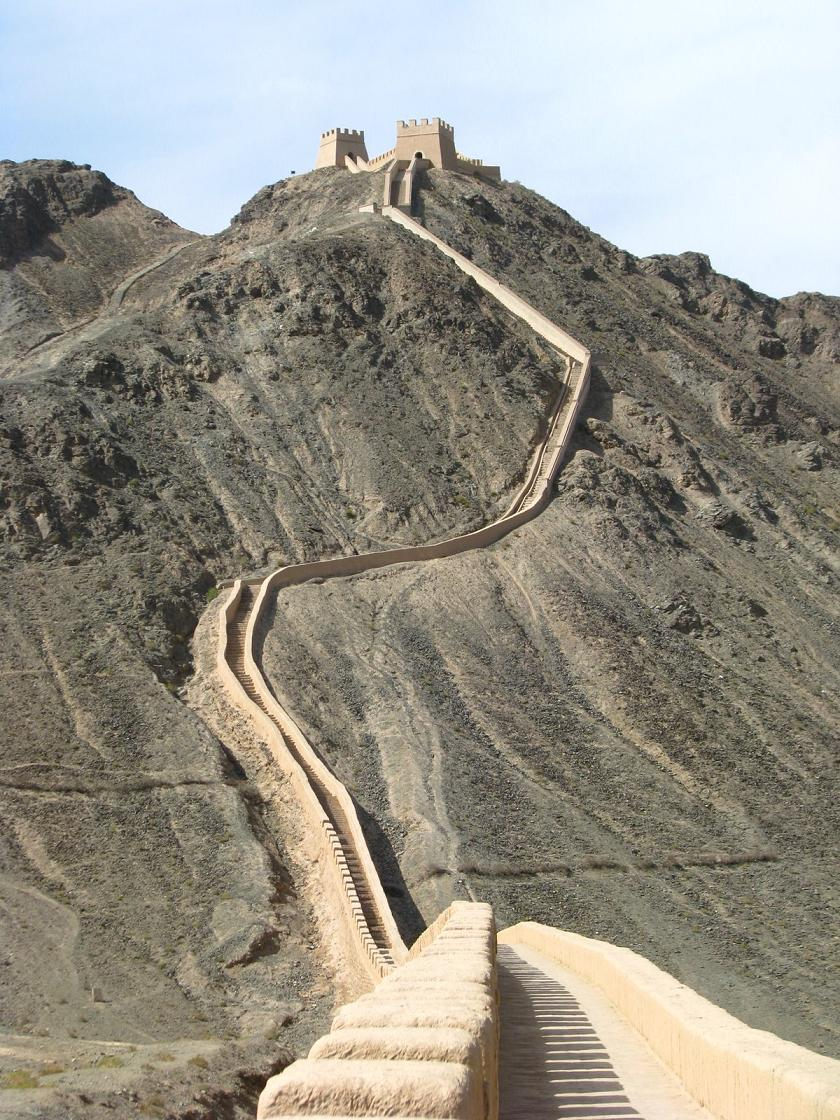
Una sezione della Grande Muraglia sulle scoscese scogliere che portano al passo Jiayu.

Il completamento del progetto fu annunciato nel sesto mese del 1548 ma successivamente le mura furono ampliate per un certo periodo. Al suo apice, la porzione Xuan-Da della Grande Muraglia ammontava a circa 850 chilometri (530 miglia) di mura, con alcune sezioni raddoppiate (doppia cinta) ed altre addirittura triplicate o quadruplicate. La frontiera esterna era ora protetta da un muro chiamato "Confine esterno" (外邊, wàibiān ) che si estendeva per 380 chilometri (240 mi) dal bordo del fiume Giallo al Passo Piantou (偏頭關) lungo il confine della Mongolia Interna con lo Shanxi nella provincia di Hebei; il muro del "Confine interno" (內邊, nèibiān ) correva a sud-est dal Passo Piantou per circa 400 chilometri (250 mi), che termina al Pingxing Pass ; un "muro fluviale" (河邊, hébiān ) correva anche dal Passo Piantou e seguiva il fiume Giallo verso sud per circa 70 chilometri (43 mi). La sezione Hebei della Grande Muraglia fu ulteriormente fortificata piantando alberi lungo il muro.
Come con il muro di Yu Zijun nell'Ordos, i mongoli spostarono i loro attacchi dal settore Xuan-Da appena rafforzato ad aree meno protette. A ovest, la provincia dello Shaanxi divenne il bersaglio dei nomadi che cavalcavano verso ovest dall'ansa del fiume Giallo. La fortezza più occidentale della Cina Ming, il passo Jiayu, vide un sostanziale potenziamento con mura a partire dal 1539, e da lì furono costruite mura di confine in modo discontinuo lungo il corridoio del Gansu fino a Wuwei, dove il basso muro di terra si divise in due. La sezione settentrionale passava per Zhongwei e Yinchuan, dove incontrava il bordo occidentale dell'ansa del fiume Giallo prima di collegarsi con le mura dell'Ordos, mentre la sezione meridionale passava per Lanzhou e continuava a nord-est fino a Dingbian. Le origini e il percorso esatto di questo cosiddetto "anello tibetano" non sono ancora chiare.
A est, i mongoli di Tümed guidati da Altan Khan fecero irruzione a Sihaiye e Dabaiyang (大白陽) nel settimo mese del 1548. Questi punti erano molto più a est rispetto ai precedenti raid e molto più vicini a Pechino. Il terreno si è rivelato difficile da attraversare, quindi le fortificazioni non erano considerate urgenti prima delle incursioni. In risposta, Weng Wanda propose di colmare le lacune collegando le mura di Xuan–Da con le torri di segnalazione del comando di difesa di Jizhou orientale (薊州鎮). Solo un sesto dei 436.000 liang d'argento richiesti per questo progetto è stato assegnato e Weng Wanda ha supervisionato solo brevemente prima di lasciare l'incarico alla morte di suo padre.

#### La Grande muraglia presso Pechino
Nel 1550, all'ennesimo rifiuto di libero commercio, Altan Khan invase la regione di Xuan-Da. Tuttavia, nonostante diversi tentativi, non poté prendere Xuanfu a causa della doppia linea fortificata di Weng Wanda mentre la guarnigione di Datong lo corruppe per ritirarsi. Il khan abbandonò quell'area e girò intorno al muro di Weng Wanda fino a Gubeikou, difeso in modo relativamente leggero, a nord-est di Pechino, facendo irruzione nei sobborghi della capitale! La corte Ming oppose una resistenza minima e guardò i sobborghi bruciare dalle mura della Città Proibita mentre aspettava i rinforzi per scacciare gl'invasori. Secondo una fonte contemporanea, il raid provocò più di 60.000 vittime e altre 40.000 pechinesi furono catturati. In risposta all'attacco, il fulcro delle difese settentrionali dei Ming si spostò dalla regione di Xuan-Da ai comandi di difesa di Jizhou e Changping (昌平鎮) dov'era avvenuta la penetrazione. Più tardi, nello stesso anno, i muri a secco dell'area di Ji-Chang furono sostituiti da pietra e malta, permettendo ai cinesi di costruire su pendii più ripidi e più facilmente difendibili e facilitando la costruzione di bastioni, merlature e spioncini. L'efficacia delle nuove mura fu dimostrata nella fallita incursione mongola del 1554, quando i predoni che si aspettavano di ripetere il successo del 1550 furono sorpresi dal muro più alto e dalla risoluta resistenza cinese.

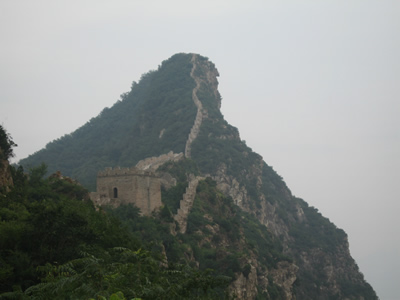
Il tratto "Strada del Paradiso" della Grande Muraglia di Simatai attraversa un terreno scosceso. Rinforzato dopo l'incursione del 1576 in modo da «non far passare un solo cavallo», come notato da un funzionario Ming.

Il successo del muro non si è sempre tradotto in successo politico per i suoi costruttori. I detrattori citarono i suoi costi elevati e il consumo di manodopera militare come ragioni della loro opposizione e nel 1557 il Gran Coordinatore Wu Jiahui (吳嘉會) fu incarcerato con l'accusa di appropriazione indebita a causa della costruzione di muri difettosa e dispendiosa. La costruzione in seguito ha dovuto essere di basso profilo: il comandante supremo dello Shanxi (山西總督), Liu Tao (劉燾), ridusse al minimo l'attenzione politica su se stesso affermando che stava "costruendo attraverso il non edificio".
Nel 1567 Qi Jiguang e Tan Lun, famosi per le loro vittorie contro i pirati wokou, furono riassegnati ai comandi di difesa di Ji e Chang per rafforzare le difese della regione della capitale. Presentarono un'ambiziosa proposta per costruire 3.000 torri di mattoni lungo la Grande muraglia e manovrarono per uscire dall'opposizione politica grazie agli sforzi dei loro alleati alla corte imperiale. Sebbene il numero delle torri sia stato successivamente ridotto a 1200, il progetto, iniziato nel 1569 e durato due anni, segnò il primo utilizzo su larga scala di torri di avvistamento cave sulla Muraglia. Fino a questo punto, la maggior parte delle torri precedenti lungo la Grande Muraglia erano state solide, con una piccola capanna in cima per una sentinella per ripararsi dalle intemperie e dalle frecce mongole. Al contrario, le torri Ji-Chang costruite dal 1569 in poi erano strutture in mattoni cavi, che consentivano ai soldati lo spazio interno di vivere, immagazzinare cibo e acqua, accumulare armi e ripararsi dalle frecce mongole. Altan Khan alla fine fece pace con la Cina quando aprì le città di confine al commercio nel 1571, alleviando la necessità dei mongoli di razziare. Questo, insieme agli sforzi di Qi e Tan per proteggere la frontiera, portò un periodo di relativa pace lungo il confine. Tuttavia, di tanto in tanto si verificavano ancora incursioni minori quando i profitti delle incursioni superavano i profitti del commercio, e quindi la costruzione di muri continuava.
Il 6 luglio 1576, una piccola incursione mongola sfruttò una breccia nella Muraglia e provocò la morte di diversi funzionari di frontiera d'alto rango presso Simatai, 8 miglia (13 km) est di Gubeikou. Dopo quest'incidente e a partire dal 1577, i Ming si impegnarono a chiudere tutte le brecce lungo la frontiera intorno a Pechino, rafforzando al contempo le fortificazioni. Di conseguenza, le difese di terra intorno a Pechino furono demolite e sostituite da quelle costruite con mattoni di pietra e sanhetu (三合土), un primitivo calcestruzzo fatto di calce, piastrelle d'argilla e sabbia. Anche i terrapieni una volta considerati impraticabili furono murati, portando ai famosi panorami di una Grande Muraglia dalla faccia di pietra che serpeggia su paesaggi spettacolari che i turisti ammirano oggi.
Fatta eccezione per una pausa nell'ultimo decennio del secolo a causa delle risorse dirottate per far fronte alle Invasioni giapponesi della Corea (1592-1598), la costruzione delle mura continuò fino alla scomparsa della dinastia Ming nel 1644.

### La Muraglia e la caduta dei Ming
Gli ultimi decenni dei Ming videro carestie, inondazioni, caos economico, ribellioni e invasioni. Nel 1618, il nuovo leader degli Jurchen Jianzhou, Nurhaci, unì le tribù della Manciuria e dichiarò guerra ai Ming. Dopo che la guarnigione di Fushun all'interno del muro di Liaodong si arrese a Nurhaci l'anno successivo, la corte Ming radunò un esercito cinese-coreano che contava oltre 100.000 uomini per contenerlo, ma furono catastroficamente sconfitti nella battaglia di Sarhu. Nurhaci fece notevoli progressi nella sua conquista di Liaodong fino a quando fu ferito a morte nella battaglia di Ningyuan del 1626 da Yuan Chonghuan. Gli successe il figlio Huang Taiji che lavorò per indebolire Yuan Chonghuan diffondendo voci sulla collaborazione di Yuan con gli Jurchen. Per portare a casa il punto, Huang Taiji inviò un esercito intorno a Ningyuan attraverso i territori mongoli per violare il passo della Grande Muraglia a Xifengkou nell'autunno del 1629, approfittando di una spaccatura nei ranghi Ming a causa dell'esecuzione da parte di Yuan Chonghuan del suo collega comandante Mao Wenlong. Questa breccia, nota come l'incidente di Jisi, fu la prima volta che i Jurchen sfondarono la Grande Muraglia fino alla Cina vera e propria dall'inizio dei disordini nel nord-est. Yuan Chonghuan ha inviato frettolosamente un esercito per scacciare i predoni dalle mura di Pechino, ma il danno politico era già stato fatto. Yuan Chonghuan fu accusato di tradimento per aver permesso che ciò accadesse e nel 1630 fu giustiziato con il Lingchi, un lento smembramento, mentre la sua famiglia veniva sterminata o esiliata.

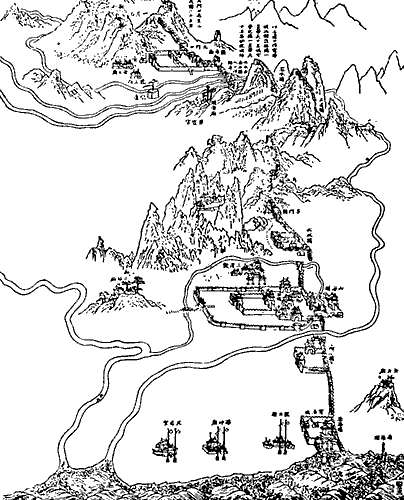
Illustrazione della guarnigione del Passo Shanhai all'epoca delle conquiste dei Manciù.

Dopo l'incursione di Huang Taiji, truppe di guarnigione regolari nelle zone di difesa occidentali lungo la Grande Muraglia furono inviate a est per difendere la capitale, il che ebbe la conseguenza non intenzionale di istigare maggiore instabilità. Le regioni dello Shaanxi erano già state afflitte da condizioni meteorologiche avverse, tasse pesanti e cattiva gestione fiscale, quindi la rimozione di una consistente presenza militare incoraggiò gli abitanti a dedicarsi al banditismo e alla ribellione; le restanti forze di guarnigione, già non pagate e risentite, non vedevano altra scelta che unirsi ai ribelli. Un leader di spicco che si alzò dai ranghi dei ribelli fu Li Zicheng, l'omonimo "Principe focoso" (闖王, Chuǎng Wáng) che arrivò a dominare la Cina centrale nel 1642. Durante la sua ascesa ci furono diverse occasioni in cui avrebbe potuto essere estinto dai Ming, ma Jurchen ha violato la Grande Muraglia: gli Jurchen avevano fatto irruzione attraverso la Grande Muraglia diverse volte dal 1629, incluso nel 1634, 1638 e 1642, ha distratto l'attenzione della corte Ming. I Ming non furono in grado di affrontare efficacemente le simultanee minacce interne ed esterne, tanto meno mantenere una difesa coerente lungo la Grande Muraglia. Nel 1635 Huang Taiji ribattezzò il suo popolo Manciù e l'anno successivo si dichiarò imperatore della nuova dinastia Qing. Tuttavia, i Manciù non erano ancora disposti a lanciare un'invasione di conquista contro i Ming; come osservò Huang Taiji nel 1642, "Il Passo Shanhai non può essere preso".
Nei primi mesi del 1644, Li Zicheng, avendo consolidato il controllo sulla sua provincia natale Shaanxi, si dichiarò fondatore di una nuova dinastia Shun e marciò contro la corte Ming a Pechino. La sua rotta di invasione portò l'esercito Shun lungo la Grande Muraglia per neutralizzare le sue guarnigioni pesantemente fortificate. In questo sforzo Li incontrò quasi nessuna resistenza poiché la maggior parte delle guarnigioni si arrese agli Shun senza grandi combattimenti, tranne che al passo Ningwu dove il generale Zhou Yuji (周遇吉) combatté fino alla morte. Entro il 17 aprile, entrambe le principali guarnigioni di Datong e Xuanfu si erano arrese a Li Zicheng e la maggior parte delle speranze dei Ming erano state riposte sull'ultimo passaggio della Grande Muraglia a Juyong e al suo difensore Tang Tong (唐通). Tuttavia, proprio mentre la corte Ming stava discutendo i mezzi per aumentare i rifornimenti al passo Juyong, ricevette la notizia che Tang Tong si era arreso e aveva lasciato passare l'esercito Shun il 21 aprile. Con tutte le opzioni esaurite, l'imperatore Chongzhen dei Ming si impiccò quando l'esercito Shun entrò a Pechino ii 25 aprile 1644.
La più grande forza combattente Ming rimasta nel nord della Cina al momento della caduta di Pechino era la forza di frontiera di 40.000 uomini di Wu Sangui, che aveva abbandonato la guarnigione di Ningyuan per venire in aiuto dell'imperatore. A metà strada verso Pechino, Wu ricevette la notizia della morte di Chongzhen, così tornò a presidiare il Passo Shanhai, il capolinea orientale della linea principale della Grande Muraglia. Lui ei suoi uomini erano ora intrappolati tra i ribelli all'interno della Grande Muraglia e i Manciù all'esterno. Dopo qualche riflessione, Wu Sangui decise di resistere al nuovo regime di Shun, avendo sentito che Li Zicheng aveva ordinato l'esecuzione della famiglia di Wu. Il 3 e 10 maggio, Wu Sangui sconfisse due volte l'avanguardia Shun guidata dal voltagabbana Tang Tong ma sapeva che le sue forze da sole erano insufficienti per combattere l'esercito principale di Li Zicheng. Wu Sangui scrisse ai Manciù per chiedere aiuto, promettendo "grandi profitti" se lo avessero aiutato a sconfiggere i ribelli. Il principe reggente Manciù Dorgon (Huang Taiji era morto nel 1643) stabilì che questa fosse l'opportunità di rivendicare il "Mandato del cielo" per i Qing. Dorgon chiarì nella sua risposta che i Manciù avrebbero aiutato Wu Sangui se gli si fosse sottomesso e lui, non avendo altra scelta, accettò.
A Maggio Il 27, mentre l'esercito Shun si avvicinava al passo Shanhai da sud, Wu Sangui aprì le porte per far passare l'esercito Qing da nord. Fino a questo punto la battaglia del passo Shanhai tra Li Zicheng e Wu Sangui si era mossa a favore di Li, ma l'improvvisa apparizione degli alfieri Manciù mise in rotta definitivamente le forze Shun. Entrati così attraverso la Grande Muraglia, i Manciù presero Pechino a giugno 5. Alla fine sconfissero sia la dinastia Shun fondata dai ribelli che la restante resistenza Ming, stabilendo il dominio Qing su tutta la Cina.

## Costruzione

### La forza lavoro
La politica centrale da sola non decideva se le mura sarebbero state costruite, poiché vari "comandi di difesa" (邊鎮T, biānzhènP) lungo il confine possedevano una notevole autonomia per trattare con i nomadi, portando a un approccio decentralizzato alla costruzione di muri lungo la frontiera. Ogni progetto di costruzione di mura era progettato per far fronte a minacce imminenti o potenziali lungo brevi sezioni del confine settentrionale dell'impero, mai di portata più ampia di un singolo comando di difesa regionale, e spesso erano brevi fino a poche centinaia di metri. Nella maggior parte dei casi, le decisioni di politica di frontiera di questo periodo venivano prese dal comandante supremo o dal gran coordinatore incaricato del comando di difesa, che avrebbe poi inviato le proprie proposte al Ministero della Guerra (兵部S, bīngbùP) e all'imperatore per approvazione. Se approvato, il finanziamento del progetto sarebbe a carico del Ministero della Guerra e del Ministero delle Entrate (戶部S, hùbùP). In sostanza, la Grande Muraglia Ming è stata costruita in modo frammentario da un certo numero di comandanti regionali per un lungo periodo di tempo, non come un progetto monumentale ordinato dal governo centrale.
C'erano tre tipologie di costruttori della Grande muraglia Ming: guardie di frontiera, contadini e detenuti. Verso la fine della dinastia, si aggiunsero anche abili artigiani che divennero presto un importante punto di riferimento nell'erigenda.

In epoca Ming, i soldati scarseggiavano a causa della scarsa produttività delle colonie militari, le Wei-Suo (衛所). La frontiera settentrionale, il confine più sorvegliato della Cina Ming, era presidiata con il 40% delle forze imperiali, 300.000 uomini, dislocati lungo un confine di 2.000 miglia. A causa della bassa produttività nelle fattorie militari e della necessità di più guardie lungo la frontiera, la maggior parte dei soldati di frontiera proveniva da famiglie di militari che prestavano servizio nelle fattorie. I soldati furono coinvolti nella costruzione della Muraglia perché i funzionari Ming preferivano combattere una guerra difensiva sulla frontiera settentrionale. Ciò si declinò nella costruzione di fortezze e mura lungo la frontiera per prevenire invasioni. Pertanto, la costruzione della Muraglia ricadde sulle spalle dei militari. A seconda della colonia militare e del generale in carica, tale lavoro poteva essere pagato o meno. In caso affermativo, la paga media era di sei libbre d'argento cada uno all'anno. Ma per i militari come per i contadini e i detenuti, si trattava di corvée governative che spesso erano imposte da Pechino!

Come le dinastie precedenti, i funzionari Ming reclutarono anche contadini delle aree circostanti per lavorare alla Muraglia durante le pause intra-stagionali nel raccolto. Non si sa molto del reclutamento dei contadini né delle modalità del loro lavoro, salvo il fatto che era certamente pagato molto poco.

L'ultimo grande gruppo di muratori durante la dinastia Ming erano i detenuti. I detenuti erano l'altra parte dell'esercito che non era stata arruolata da famiglie militari ereditarie. All'inizio della dinastia Ming, solo i detenuti militari venivano mandati in esilio alla frontiera, ma col passare del tempo anche i detenuti civili furono inviati alla frontiera. Poiché i funzionari Ming volevano creare più famiglie militari ereditarie, ai detenuti non sposati veniva spesso data una moglie dalla popolazione delle detenute con cui mettere su famiglia.
Oltre a questi gruppi principali, c'erano anche muratori specializzati assunti dall'Impero per costruire le parti più sofisticate della Muraglia, fatte di mattoni e malta invece del tradizionale metodo della terra battuta. Si trattava di manodopera specializzata e ben pagata in ragione della propria specializzazione, comprendente anche il lavoro con i forni per la cottura dei mattoni e la progettazione di muri adatti al terreno.
Le condizioni di vita e di lavoro di questi costruttori erano miserabili e spesso fatali. Il viaggio verso la Muraglia era una pericolosa odissea in cui molti perdevano la vita. Queste difficoltà logistiche si ripercuotevano anche sull'approvvigionamento di cibo e materiale delle guarnigioni. Una volta al cantiere, i lavoratori vivevano in «condizioni disumane»: dilaganti malattie, insoddisfatti bisogni primari e spostamenti incredibilmente pericolosi. Questi fattori, combinati con il rigido clima di lavoro istituito dai generali incaricati della costruzione del muro, portano a un alto tasso di mortalità tra le maestranze, motivo per cui molti chiamano la Grande muraglia "il cimitero più lungo del mondo".
Ai soldati Ming che avevano costruito e sorvegliato la Muraglia fu assegnata terra nelle vicinanze affinché le loro famiglie si stabilissero in loco a coltivare piccoli appezzamenti terrieri. C'erano in tutto 158 villaggi. Uno di questi, nelle vicinanze della Muraglia, era a Chengziyu (城子峪), nel distretto di Funing, nel Hebei. I loro antenati furono reclutati dai distretti di Jinhua e Yiwu nella provincia di Zhejiang e avevano prestato servizio nell'esercito Ming sotto il celebre generale Qi Jiguang.

### Tecniche
Diverse tecniche sono state utilizzate per costruire questi muri. Per i materiali, i Ming usavano terra, pietra, legname e calce come le dinastie precedenti. Ma usavano anche mattoni e piastrelle, soprattutto per le aree con terreno più accidentato, una tecnica nuova in Cina all'epoca. Questi erano fatti con i forni, che all'epoca erano una nuova invenzione. I materiali venivano trasportati per centinaia di miglia sul dorso dei lavoratori, con carri a mano o carriole, o su carri guidati da animali.
C'erano due tecniche principali di costruzione. La prima era la terra battuta, utilizzata su aree pianeggianti e già in uso nelle dinastie precedenti. I materiali nella posizione sono stati compressi insieme per costruire il muro. La dinastia Ming ha perfezionato questa tecnica essendo in grado di farlo su scala più ampia rispetto alle dinastie precedenti. I costruttori Ming hanno anche creato una nuova tecnica, il metodo a due strati, che prevedeva mattoni e piastrelle. Questo è stato utilizzato su terreni irregolari, come colline e montagne. I mattoni venivano impilati in diagonale se l'inclinazione o il declino del paesaggio era inferiore a 45 gradi e venivano modellati in scale se l'inclinazione o il declino era maggiore di 45 gradi.

### Le guarnigioni

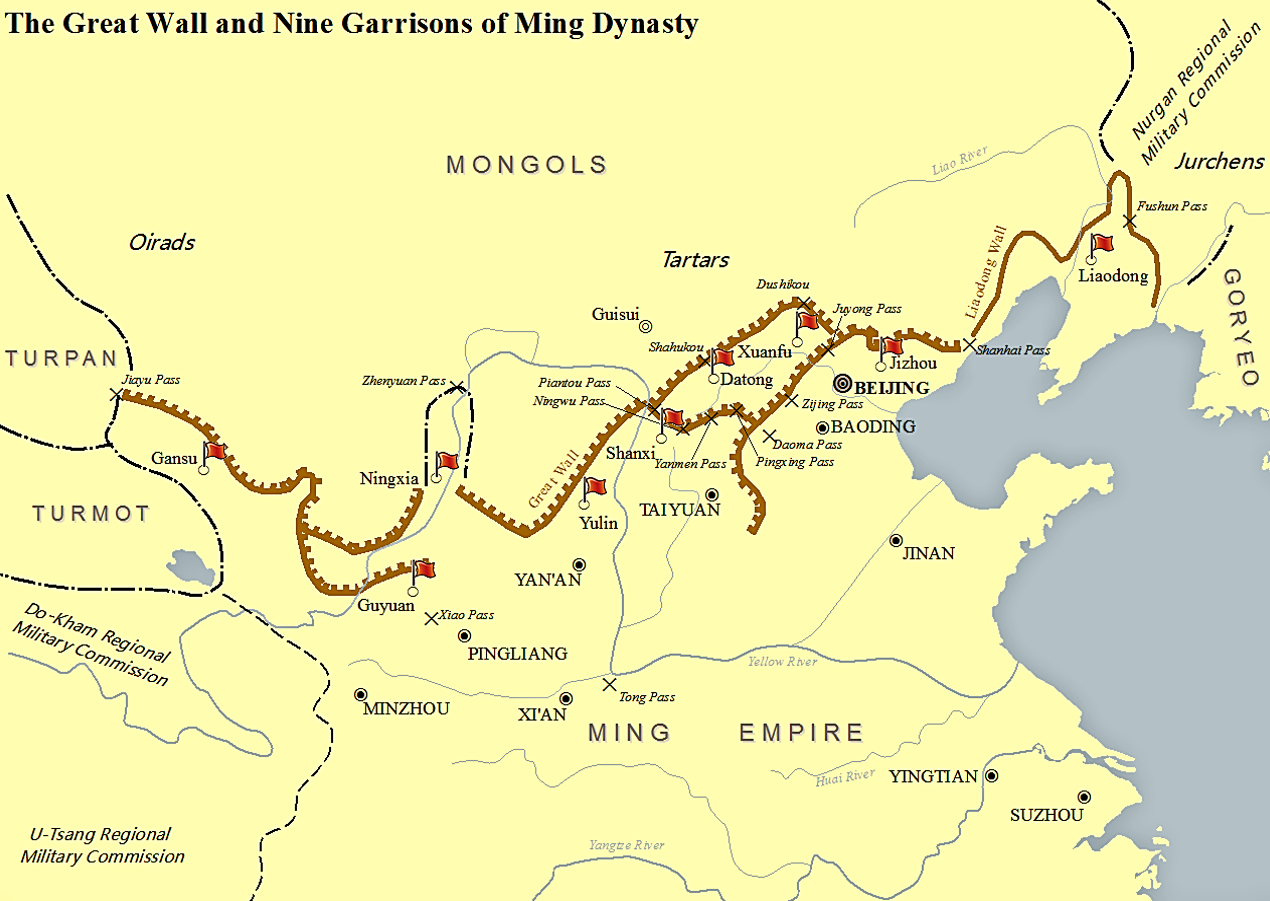
L'estensione delle fortificazioni Ming nel nord della Cina, formanti la maggior parte di quella che oggi viene chiamata "Grande muraglia cinese".

I Ming basarono il sistema difensivo della Grande muraglia su nove guarnigioni (九边S, jiubianP o 九镇S, jiuzhenP) sparse lungo il perimetro della struttura ed affidate a tre generali che raggruppavano sotto di sé tre guarnigioni ciascuno. Ogni guarnigione comprendeva un variagato insieme di strutture: fortezze di valico, castelli, torri di avvistamento e di segnalazione e altre. Ogni guarnigione aveva un comandante (zhenshou), dei sotto-comandanti (fenshou) cui riportavano i comandanti di fortezza (shou bei) ed un articolato sistema di sottufficiali per una forza combattente complessiva di 300.000 soldati.
Le guarnigioni erano:
- Guarnigione di Liaoyang (辽东镇S, Liaodong zhenP)
- Guarnigione di Ji (蓟镇S, Ji zhenP), o Guarnigione di Jizhou (蓟州镇S, Jizhou zhenP)
- Guarnigione di Xuanfu (宣府镇S, Xuanfu zhenP)
- Guarnigione di Datong (大同镇S, Datong zhenP)
- Guarnigione di Taiyuan (太原镇S, Taiyuan zhenP) anche Guarnigione di Shanxi (山西镇S, Shanxi zhenP) o Guarnigione di Sanguan (三关镇S, Sanguan zhenP)
- Guarnigione di Yansui (延绥镇S, Yansui zhenP) o Guarnigione di Yulin (榆林镇S, Yulin zhenP)
- Guarnigione di Ningxia (宁夏镇S, Ningxia zhenP)
- Guarnigione di Guyuan (固原镇S, Guyuan zhenP) o Guarnigione di Shaanxi (陕西镇S, Shaanxi zhenP)
- Guarnigione di Gansu (甘肃镇S, Gansu zhenP)

## Tecniche d'assedio
Gli Yuan settentrionali affrontavano la Muraglia con migliaio zappatori armati di picconi per abbattere il muro il cui nucleo era costituito principalmente da terra battuta.

## Valutazione
Nel mondo accademico, le opinioni sul ruolo della Muraglia nella caduta della dinastia Ming sono contrastanti. Storici come Arthur Waldron e Julia Lovell sono critici nei confronti dell'intero esercizio di costruzione di mura alla luce del suo fallimento nella protezione della Cina; il primo giungendo a paragonare la Grande muraglia alla fallimentare Linea Maginot dei Francesi nella Seconda guerra mondiale. Tuttavia, lo studioso indipendente David Spindler osserva che la Muraglia, essendo solo una parte di una complessa politica estera, ha ricevuto "colpe sproporzionate" perché era la reliquia più evidente (e facilmente aggredibile) di quella politica.